# Ахмедие (мечеть)
Мече́ть Ахмедие́ (тур. Ahmediye Camii) также известна, как Мече́ть Кефче́ Деде́ (тур. Kefçe Dede Camii) — мечеть в микрорайоне Ахмедие района Ускюдар в азиатской части Стамбула.
Мечеть была построена архитектором Мехметом Тахиром-агой в османском стиле. Строительство началось в 1721 году и длилось всего год. Мечеть дважды ремонтировалась (1861 и 1885) и полностью реставрировалась (1965).
Первоначально мечеть задумывалась как единственное строение, но позже рядом было устроено кладбище и возведены дополнительные строения (имарет, фонтан, мектеб, медресе, библиотека). До 2008 года район, в котором расположена мечеть, носил название «Кефче Деде»; отсюда и второе название мечети.